# Emmy Murphy
Emmy Murphy (4 de septiembre de 1986) es una matemática estadounidense especializada en topología simpléctica.

## Formación y carrera
Murphy se graduó en la Universidad de Nevada en Reno en 2007, siendo la primera en su familia en obtener un título universitario. Obtuvo su doctorado en la Universidad Stanford en 2012 con una tesis titulada Loose Legendrian Embeddings in High Dimensional Contact Manifolds, dirigida por Yakov Eliashberg.
Fue profesora ayudante en el Instituto Tecnológico de Massachusetts, antes de trasladarse en 2016 a la Universidad del Noroeste, donde es profesora asociada de matemáticas.

## Premios y reconocimientos
Murphy ganó una beca Sloan en 2015, y el mismo año recibió un premio de la Real Academia de Bélgica por su trabajo en geometría de contacto. En 2017, ganó el Premio Joan y Joseph Birman en Topología y Geometría de la Asociación de Mujeres en Matemáticas. Fue ponente invitada en el Congreso Internacional de Matemáticos de 2018, en la sección de geometría.
En 2019, Murphy fue una de los tres ganadores del premio New Horizons in Mathematics 2020, entregado por la Breakthrough Prize Foundation.